# Campeonato Somali de Futebol
A Somali First Division é a principal competição de futebol da Somália.

## História
Um campeonato de futebol somali já era disputado nos anos 1930, durante o período colonial italiano, embora fossem equipes compostas por italianos. Os primeiros clubes somalis surgiram durante os anos 1940, durante o período em que o país era um protetorado da Somalilândia sob administração da Itália, e eram representações de entidades públicas (como o Autoparco di Mogadiscio e o Lavori Pubblici) e das forças armadas (como a Polícia Somali). Em 1961, a Somália declarou sua independência, mas as primeiras notícias de um campeonato somali de futebol remontam a 1967, com a vitória do primeiro título pelo Somali Police.
O campeonato encontrou seus primeiros obstáculos no início da década de 1990, com o início da guerra civil e várias edições do campeonato que não foram realizadas ou foram fortemente limitadas pelos conflitos. Além disso, houve a proibição de jogar futebol em algumas áreas do país devido a uma interpretação rígida da shari'a pelos tribunais islâmicos que controlavam vastas áreas. Em 2010, a Somali Premier League foi estabelecida como a principal divisão do campeonato somali, proporcionando um novo formato e maior competitividade. Em 2019, a federação somali voltou a inscrever seus clubes em competições continentais (Dekedda na Liga dos Campeões da CAF de 2019-2020 e Mogadíscio City na Copa das Confederações da CAF de 2019-2020), vinte e nove anos após a última participação na Liga dos Campeões da CAF de 1990.

## Clubes
| Club                | Location  | Stadium            |
| ------------------- | --------- | ------------------ |
| BS Club             | Mogadishu | Mogadiscio Stadium |
| Dekedda FC          | Mogadishu | Banadir Stadium    |
| Elman FC            | Mogadishu | Mogadiscio Stadium |
| Gaadiidka           | Mogadishu | Banadir Stadium    |
| Heegan              | Mogadishu | Banadir Stadium    |
| Horseed FC          | Horseed   | Horseed Stadium    |
| Jeenyo United       | Mogadishu | Banadir Stadium    |
| Savaana (Relegated) | Mogadishu | Banadir Stadium    |

## Campeões
| Ano     | Clubes                  | # |
| ------- | ----------------------- | - |
| 1967    | Heegan FC               | 1 |
| 1968    | Hoga FC                 | 1 |
| 1969    | Jeenyo United           | 1 |
| 1970    | Jeenyo United           | 2 |
| 1971    | Jeenyo United           | 3 |
| 1972    | Horseed                 | 1 |
| 1973    | Horseed                 | 2 |
| 1974    | Horseed                 | 3 |
| 1975    | Mogadiscio Municipality | 1 |
| 1976    | Horseed                 | 4 |
| 1977    | Horseed                 | 5 |
| 1978    | Horseed                 | 6 |
| 1979    | Horseed                 | 7 |
| 1980    | Horseed                 | 8 |
| 1981    | Jeenyo United           | 4 |
| 1982    | Wagad FC                | 1 |
| 1983    | Nadbacadda Qaranka      | 1 |
| 1984    | Marine Club             | 1 |
| 1985    | Wagad FC                | 2 |
| 1986    | Mogadiscio Municipality | 2 |
| 1987    | Wagad FC                | 3 |
| 1988    | Wagad FC                | 4 |
| 1989    | Mogadiscio Municipality | 3 |
| 1990    | FC Gaadiidka            | 1 |
| 1991–93 | não jogado              |   |
| 1994    | Morris Supplies         | 1 |
| 1995    | Alba FC                 | 1 |
| 1996–97 | não jogado              |   |
| 1997    | FC Dekedaha             | 1 |
| 1998    | Elman FC                | 1 |
| 1999    | Banaadir SC             | 1 |
| 2000    | Elman FC                | 2 |
| 2001    | Elman FC                | 3 |
| 2002    | Elman FC                | 4 |
| 2003    | Elman FC                | 5 |
| 2006    | Banaadir SC             | 2 |
| 2007    | FC Dekedaha             | 2 |
| 2008    | Elman FC                | 6 |
| 2009    | Banaadir SC             | 3 |
| 2010    | Banaadir SC             | 4 |
| 2011    | Elman FC                | 7 |
| 2012    | Elman FC                | 8 |
| 2013    | Elman FC                | 9 |
| 2014    | Bamaadir SC             | 5 |
| 2015    | Heegan FC               | 2 |
| 2016    | Bamaadir SC             | 6 |
| 2017    | FC Dekedaha             | 3 |
| 2018    | FC Dekedaha             | 4 |
| 2019    | FC Dekedaha             | 5 |
| 2019-20 | Mogadishu City Club     | 1 |
| 2020-21 | Horseed                 | 9 |

## Performance dos clubes
| Clubes                 | Cidade     | Títulos |
| ---------------------- | ---------- | ------- |
| Mogadishu City Club    | Mogadíscio | 10      |
| Horseed FC             | Merca      | 9       |
| Banaadir SC            | Mogadíscio | 6       |
| FC Dekedaha            | Mogadíscio | 5       |
| Wagad FC               | Mogadíscio | 4       |
| Jeenyo United          | Mogadíscio | 4       |
| Mogadishu Municipality | Mogadíscio | 3       |
| Heegan FC              | Merca      | 2       |
| Alba FC                | Alba       | 1       |
| Morris Supplies        | Mogadíscio | 1       |
| FC Gaadiidka           | Mogadíscio | 1       |
| Marine Club            | Mogadíscio | 1       |
| Nadbacadda Qaranka     | Mogadíscio | 1       |
| Hoga FC                | Mogadíscio | 1       |